# Ingmar Weber

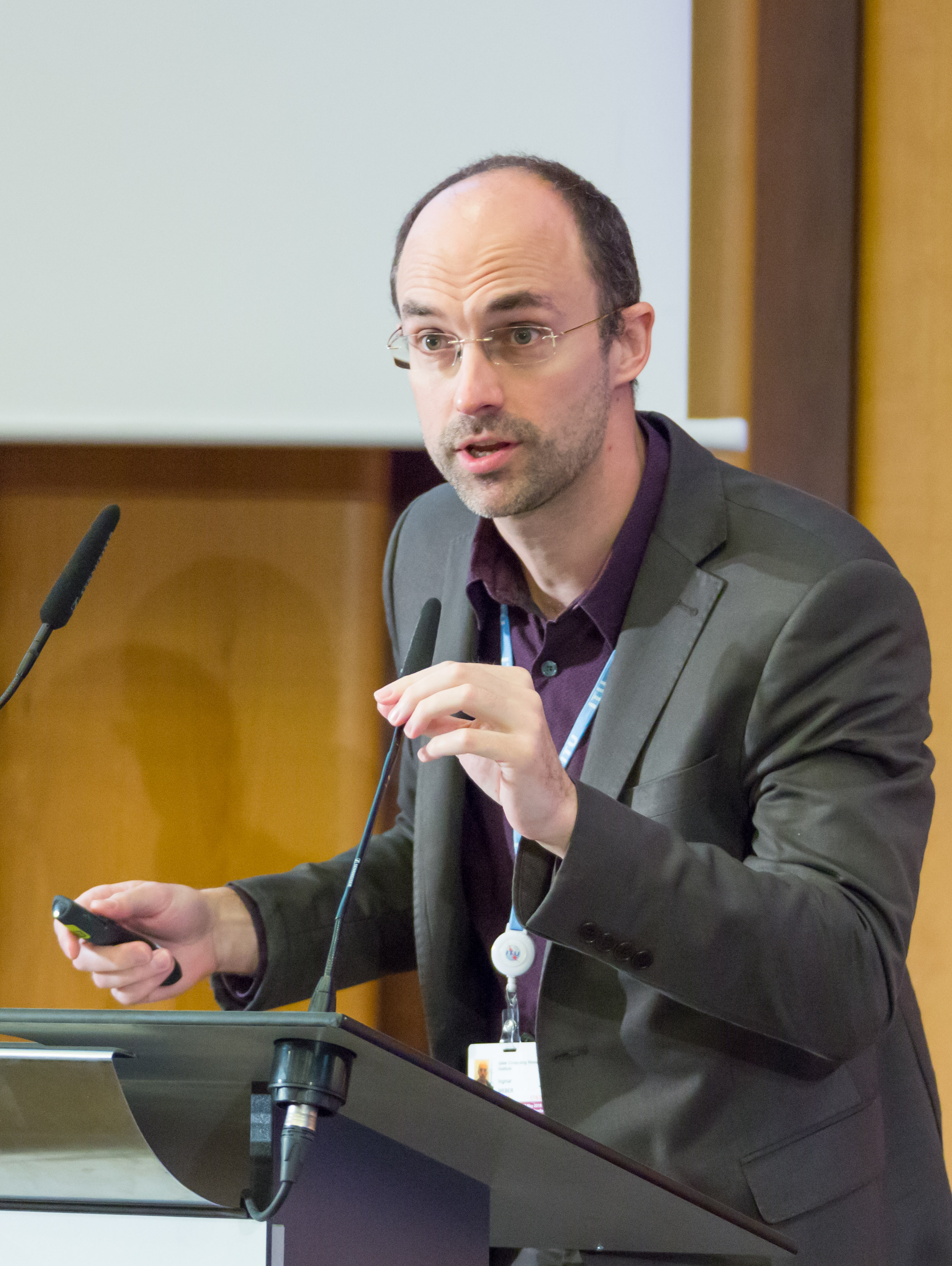
Ingmar Weber beim AI for Good Global Summit 2018

Ingmar Weber (* 1978) ist ein deutscher Informatiker.

## Werdegang
Weber wirkte nach seiner Promotion an der Universität des Saarlandes im Jahr 2007 als Postdoc an der École polytechnique fédérale de Lausanne und bei Yahoo Research in Barcelona. 2012 ging er an das Qatar Computing Research Institute der Hamad Bin Khalifa University in Doha (Katar), wo er 2017 Forschungsdirektor des Social Computing-Programms wurde. Zudem war er 2015 Gastforscher an der Singapore Management University und 2016 bei Microsoft.
Seit 2022 ist Weber Alexander-von-Humboldt-Professor für Künstliche Intelligenz an der Universität des Saarlandes. Sein Forschungsgebiet, Societal Computing, verbindet Informatik und Sozialwissenschaften, um gesellschaftliche Fragestellungen datenbasiert zu analysieren.

## Forschungsschwerpunkte
Weber untersucht Themen wie soziale Ungleichheit, digitale Barrieren und Migration. Er nutzt Daten aus sozialen Medien und digitalen Fußspuren, um beispielsweise die digitale Benachteiligung von Frauen oder globale Migrationsbewegungen sichtbar zu machen. Zudem arbeitet er mit internationalen Organisationen wie der Europäischen Kommission und der IOM, um Migrationsmuster durch digitale Datenquellen besser zu verstehen.

## Publikationen (Auswahl)
- mit Francesco Rampazzo, Marzia Rango: New Migration Data: Challenges and Opportunities. In: Springer – Handbook of Computational Social Science for Policy, 2023, S. 345–358
- mit Douglas Leasure, Ridhi Kashyap, Francesco Rampazzo, Claire Dooley et al.: Nowcasting daily population displacement in Ukraine through social media advertising data. In: Population and Development Review, 2023
- mit Jisu Kim, Soazic Elise Wang Sonne, Kiran Garimella, Andre Grow, Emilio Zagheni: Online Social Integration of Migrants: Evidence from Twitter. In: Migration Studies Journal, mnad017, 2023
- mit Keyu Chen, Marzieh Babaeianjelodar, Yiwen Shi, Kamila Janmohamed, Rupak Sarkar et al.: Partisan US News Media Representations of Syrian Refugees. In: ICWSM, 2023, 103-113
- mit Sanjay Chawla, Preslav Nakov, Ahmed Ali, Wendy Hall, Issa Khalil, Xiaosong Ma et al.: Ten years after ImageNet: a 360 perspective on artificial intelligence. In: Royal Society Open Science, Vol. 0, No. 3, 2023, 221414
- mit Masoomali Fatehkia, Muhammad Imran: Towards Real-time Remote Social Sensing via Targeted Advertising. In: ISCRAM Work-in-Progress, 2023, S. 396–406
- mit Francesco Rampazzo, Jakub Bijak, Agnese Vitali, Emilio Zagheni: Assessing Timely Migration Trends through Digital Traces: A Case Study of the UK before Brexit. In: International Migration Review, 2024
- Manuela Fritz, Michael Grimm, Ingmar Weber, Elad Yom-Tov, Benedictus Praditya: Can social media encourage diabetes self-screenings? A randomized controlled trial with Indonesian Facebook users. In: npj Digital Medicine, 7, 2024
- mit Ghazal Kalhor, Hannah Gardner, Ridhi Kashyap: Gender Gaps in Online Social Connectivity, Promotion and Relocation Reports on LinkedIn. In: ICWSM, 2024, 800-812
- mit Dilek Yildiz, Arkadiusz Wisniowski, Guy Abel, Emilio Zagheni, Cloe Gendronneau, Stijn Hoorens: Integrating Traditional and Social Media Data to Predict Bilateral Migrant Stocks in the European Union. In: International Migration Review, 2024
- mit Till Koebe, Theophilus Aidoo, Ridhi Kashyap, Douglas Leasure, Valentina Rotondi: Social Capital Mediates Knowledge Gaps in Informing Sexual and Reproductive Health Behaviours Across Africa. In: Social Science & Medicine, Volume 357, 2024
- mit Jordan D. Klein, Emilio Zagheni: Stop, in the name of COVID! Estimating the Effects of COVID-19-Related Travel Restrictions on Migration Using Social Media Data. In: Demography, 11229946, 2024
- mit Till Koebe, Zinnya del Villar, Brahmani Nutakki, Nursulu Sagimbayeva: Unveiling Local Patterns of Child Pornography Consumption in France using Tor. In: Humanities & Social Sciences Communications, 11, 2024